# Camada física
Camada física refere-se, em informática, à consideração dos componentes de hardware envolvidos em um determinado processo. Em termos de redes, a camada física diz respeito aos meios de conexão através dos quais irão trafegar os dados, tais como interfaces seriais, ou cabos coaxiais. É a camada de nível um (físico) dos sete níveis de camadas do modelo OSI das redes de computadores.
Ela fornece:
Codificação de dados: modifica o padrão de sinal digital simples (1s e 0s) usado pelo PC para melhor acomodar as características do meio físico e para ajudar na sincronização de bit e quadros. 
Técnica de transmissão: determina se os bits codificados serão transmitidos por banda base (digital) ou a sinalização de banda larga (analógica).
Transmissão de mídia física: transmite bits como sinais de ópticos ou elétricos apropriados para o meio físico e determina que opções de mídia físicas podem ser usadas,quantos volts/db deve ser usado para representar um estado de determinado sinal, usando um determinado meio físico.

## Base teórica que se faz possível a comunicação de dados.
Uma das maneiras de se transmitir informações é utilizando-se de tensão ou corrente que são propriedades físicas dos fios. Transformando essas propriedades em funções de tempo e de valor único torna-se possível a criação de um modelo, e por consequência a análise matemática.

### Analise de Fourier
A base matemática que permitiu o desenvolvimento da comunicação foi a série de Fourier, do matemático francês Jean-Baptiste Fourier. Com essa fórmula matemática, Fourier deduziu que todo sinal repetido pode ser desmembrado em duas partes com a soma de senos, cossenos e uma constante, ou seja, o comportamento do sinal é modelado com uma fórmula matemática baseado em características físicas como a tensão e corrente.
Ao transmitir um sinal de um lugar ao outro, a analise de Fourier desse sinal produzirá coeficientes em diferentes faixas de frequência, que posteriormente serão usados para reconstruir o sinal no receptor. Não existe um meio de transmissão físico que não perca energia no processo, por esse motivo a análise de Fourier produz diferentes componentes por diferentes valores, logo o sinal é distorcido.

## Subcamadas

### Sinalização Física[2]
Em redes usando a arquitetura OSI, essa subcamada é responsável pela:
- interface com a subcamada de controle de acesso ao meio da camada de Enlace;
- Faz a codificação, transmissão, recepção e decodificação dos bits;
- realiza a isolação galvânica.

## Serviços e Funções
As principais funções e serviços realizados por essa camada são: 
- Entrega símbolo-por-símbolo ou bit-por-bit;
- Provê uma interface ao meio de transmissão, incluindo;
  - Especificação mecânica do conectores elétricos e cabos;
  - Especificação elétrica do nível da força e impedância do sinal de transmissão;
  - Interface do sinal de rádio (Wi-Fi), como frequência de alocação do espectro eletromagnético,força do sinal, largura da banda, etc.
  - Especificação da radiação infravermelha sobre fibras óticas.
- Modulação;
- Codificação da linha;
- Sincronização dos bits em uma comunicação serial síncrona;
- Comunicação serial assíncrona:
  - Sinalização de início e fim;
  - controle de fluxo.
- Comutação de circuitos;
- Multiplexação;
- Detecção de portadora e detecção de colisão, (utilizado por alguns protocolos de acessos múltiplos na camada de enlace);
- Filtragem de equalização, sequências de treinamento, modelagem de pulsos e outros processamentos de sinal de sinais físicos;
- Correção de erro antecipada;
- Intercalação de bits.

A camada física também está preocupada com:
- Taxa de bits;
- Configuração de linha ponto-a-ponto, multiponto ou ponto-a-multiponto;
- Topologia de rede física;
- Comunicação serial ou paralela;
- Modo de transmissão simplex, half duplex ou full duplex;
- Auto negociação.

## Meios físicos de transmissão
Sabe-se que a principal responsabilidade da camada física é realizar o transporte de bits entre um computador e outro. Diversos meios físicos podem ser utilizados para a realização desta transmissão de dados, cada meio possuindo suas particularidades como a largura de banda, custo e nível de complexidade para instalação e manutenção. Os meios físicos de transmissão podem ser divididos em dois modos de transmissão:

### Por condução ou meio guiado[1]
- Cabo coaxial;
- Cabo par trançado;
- Fibra óptica;
- Linhas de energia elétrica;
- Fitas magnéticas;

### Por irradiação ou meio não guiado (propagação dos sinais por meio do ar)[1]
- Radiodifusão;
- Infravermelho;
- Satélite;
- Transmissão de micro-ondas;

### Meios magnéticos
Apesar de serem meios menos tecnológicos e sofisticados, tendo em vista custos a utilização de meios magnéticos como fitas magnéticas ou DVDs graváveis pode ser bastante vantajoso economicamente falando. Uma fita magnética utilizada industrialmente, é capaz de armazenar cerca 800Gb de informações e sabe-se que atualmente com serviços oferecidos por empresas de transporte é possível fazer entregas dentro do pais em até 24 horas. Estima-se que o custo para transportar 1000 fitas magnéticas, cerca de 800Tb de informações (cada fita por volta de U$40 e pode ser reutilizada 10 vezes) é de por volta de U$5.000, tendo em vista que o custo das fitas e do frete pode variar, portanto neste caso cada 1Gb sairia por volta de U$0.50. Isto torna este método menos custoso em relação a qualquer tipo de rede de computadores, além de que seria bastante improvável que alguma rede de computadores atingisse um desempenho tão alto para realizar a transmissão desta quantidade de dados.

## Equipamentos que operam na camada física
Alguns equipamentos da camada física:
- Controlador de interface de rede;
- Repetidor;
- Hub Ethernet;
- Modem;
- Conversor de mídia de fibra;
- Pontos de acesso (Wi-Fi).

## Tecnologias
Algumas tecnologias que fornecem serviços ou funções da camada física:
- 802.3;
- 802.5;
- 802.11:
  - DSSS;
  - FHSS;
  - OFDM.
- 802.15;
- 802.16;
- USB;
- DSL;
- OTN;
- PON
- Sonet/DH;.
- RS-232, RS-422, RS-423, RS-449, RS-485 (São definidos pela EIA/TIA, assim podem aparecer como ex.: EIA-232, TIA-232 ou RS-232).